# Charles R. Hauser
Charles Roy Hauser  (* 8. März 1900 in San José, Kalifornien; † 6. Januar 1970) war ein US-amerikanischer Chemiker (Physikalische Organische Chemie, Organische Synthese). Er war Professor an der Duke University.
Hauser war der Sohn eines deutschen Einwanderers und wuchs in Homestead nahe Miami auf. In seiner Jugend musste er vorübergehend für ein Jahr die Schule wegen Sehproblemen unterbrechen, die ihn auch später plagten und sein Literaturstudium beschränkten. Er studierte an der University of Florida mit dem Bachelor-Abschluss als Chemieingenieur 1923 sowie dem Master-Abschluss in Chemie 1925 und wurde 1928 an der University of Iowa bei G. H. Coleman mit der Arbeit The formation of primary amines from Grignard reagents and monochloro-amine promoviert.  Ab 1929 war er Instructor an der Duke University mit voller Professur ab 1946. Ab 1961 war er James B. Duke Professor für Chemie.
Er befasste sich mit Physikalischer Organischer Chemie und Organischer Synthese und war speziell Experte für die Rolle von Basen in organischer Synthese. Von ihm stammen über 450 wissenschaftliche Arbeiten. Die Sommelet-Hauser-Umlagerung ist nach ihm benannt. Wichtig war seine Aufklärung des Mechanismus der Claisen-Reaktion (Ester-Kondensation, mit W. B. Renfrow 1937) und der Perkin-Reaktion (mit David Breslow 1938.) In einer Arbeit von 1938 formulierte er eine nach ihm benannte Regel (bei allen durch Basen katalysierten Ester-Kondensationen ist die dabei entstehende Base schwächer als die für die Induzierung der Reaktion benutzte). Außerdem sind die von ihm entdeckten Hauserbasen nach ihm benannt.
1962 erhielt er den American Chemical Society Award for Creative Work in Synthetic Organic Chemistry und die Herty Medal, 1957 den Preis der Sektion Florida der ACS und 1967 die Synthetic Organic Chemical Manufactures Association Medal. Er war Mitglied der National Academy of Sciences. Außerdem erhielt er eine zivile Verdienstmedaille (Certificate of Merite) der US-Regierung für Arbeiten an Anti-Malaria-Mitteln im Zweiten Weltkrieg. Von 1946 bis 1961 beriet er Union Carbide.
Er war mit der Chemikerin Madge Baltimore verheiratet. Sein Sohn Charles F. Hauser (1934–2009) war organischer Chemiker bei Union Carbide in Charleston.